# Lipu
Lipu är ett härad i Gulins stad på prefekturnivå i den autonoma regionen Guangxi i sydligaste Kina.